# Sunset Boulevard

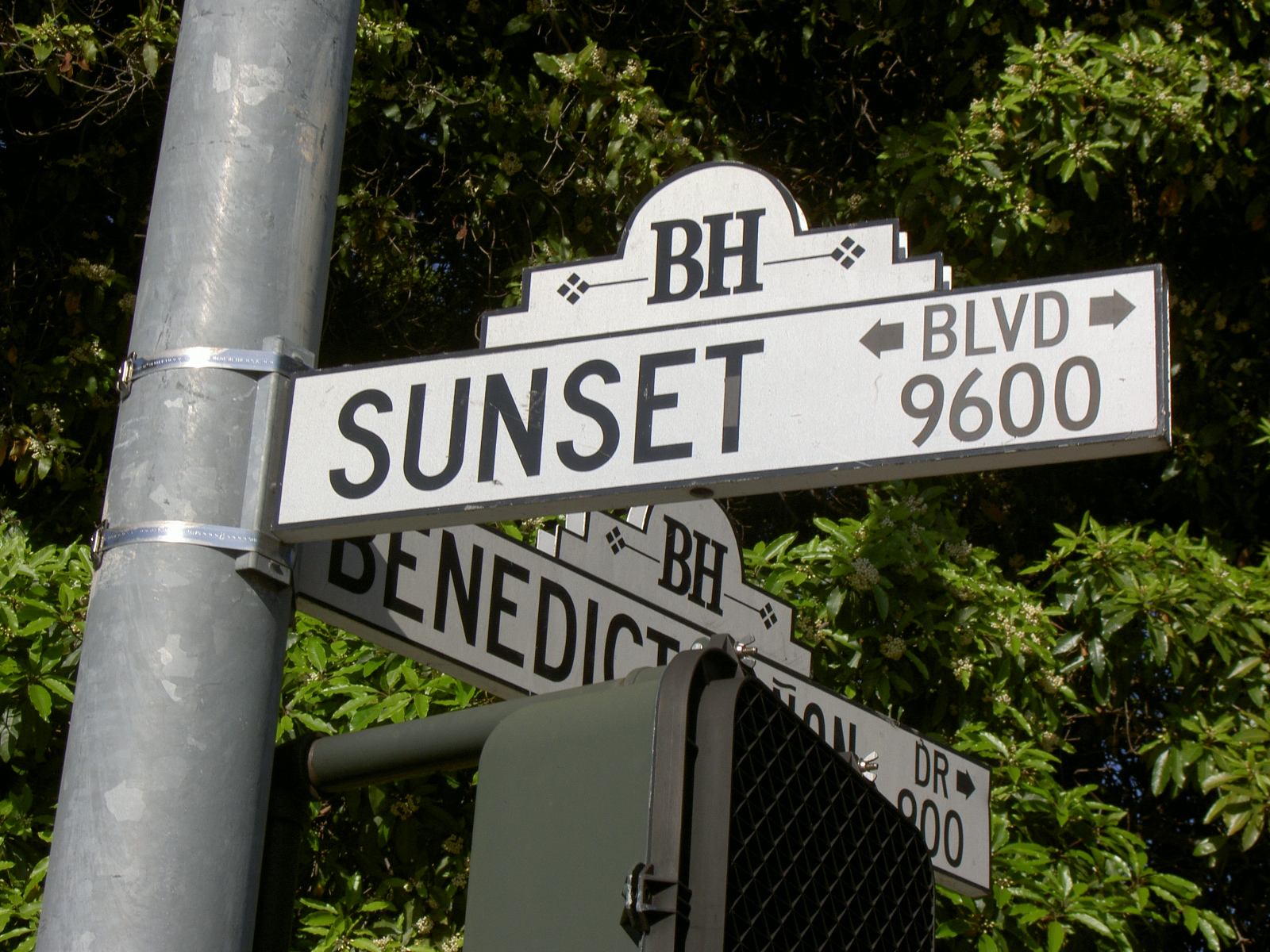
Sunset Blvd

Der Sunset Boulevard (Anhörenⓘ) ist eine Straße im Los Angeles County. Er führt in Los Angeles von Downtown Los Angeles durch die Stadtteile Echo Park, Silver Lake, Los Feliz und Hollywood, die beiden selbständigen Städte West Hollywood und Beverly Hills und danach wieder durch die zu Los Angeles gehörenden Stadtteile Westwood und Brentwood bis nach Pacific Palisades, wo er in den Pacific Coast Highway (PCH) mündet. Der Boulevard ist etwa 35 km lang und gilt als die bekannteste Straße der Stadt.
Die Straße ist auf der gesamten Länge mindestens vierstreifig und sehr verkehrsreich; der geplante Bau der entlastenden Autobahn Beverly Hills Freeway fand nie statt. Ein Teil des Boulevards östlich der Interstate 110 wurde zu Ehren des Gewerkschafters César Chávez in César Chávez Avenue umbenannt.

## Sunset Strip
Der Teil des Boulevards, der in West Hollywood (WeHo), zwischen Hollywood und Beverly Hills, liegt, heißt Sunset Strip. Hier befinden sich einige der bekanntesten Clubs der Region Los Angeles, unter anderem das legendäre Whisky a Go Go (Nr. 8901), in dem Rockgrößen wie Alice Cooper, The Doors, The Who oder Led Zeppelin auftraten. Tagsüber ist der Sunset Strip eine beliebte Einkaufsstraße mit Designerboutiquen und Restaurants.

## Sunset Boulevard in Beverly Hills

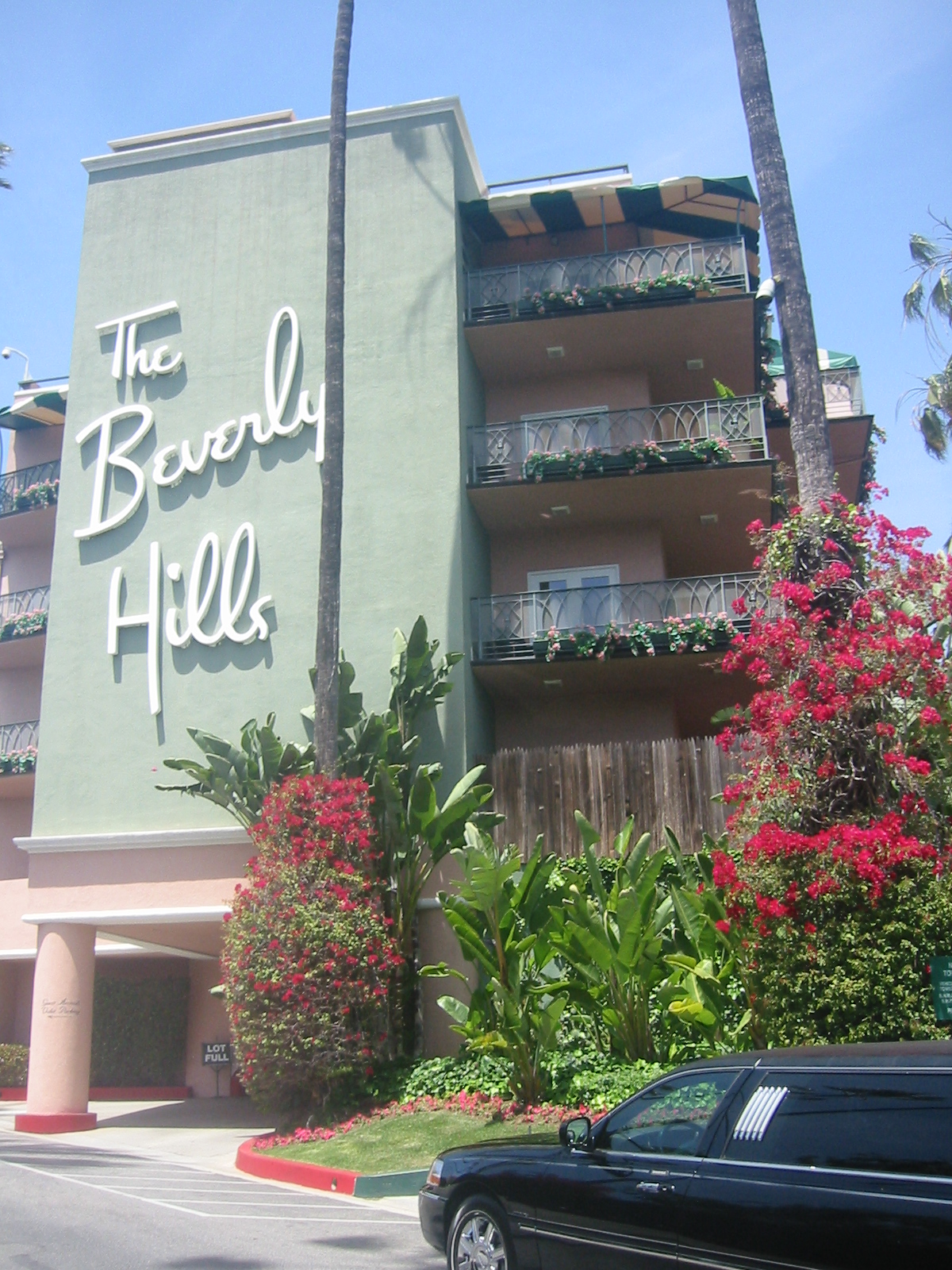
Beverly Hills Hotel

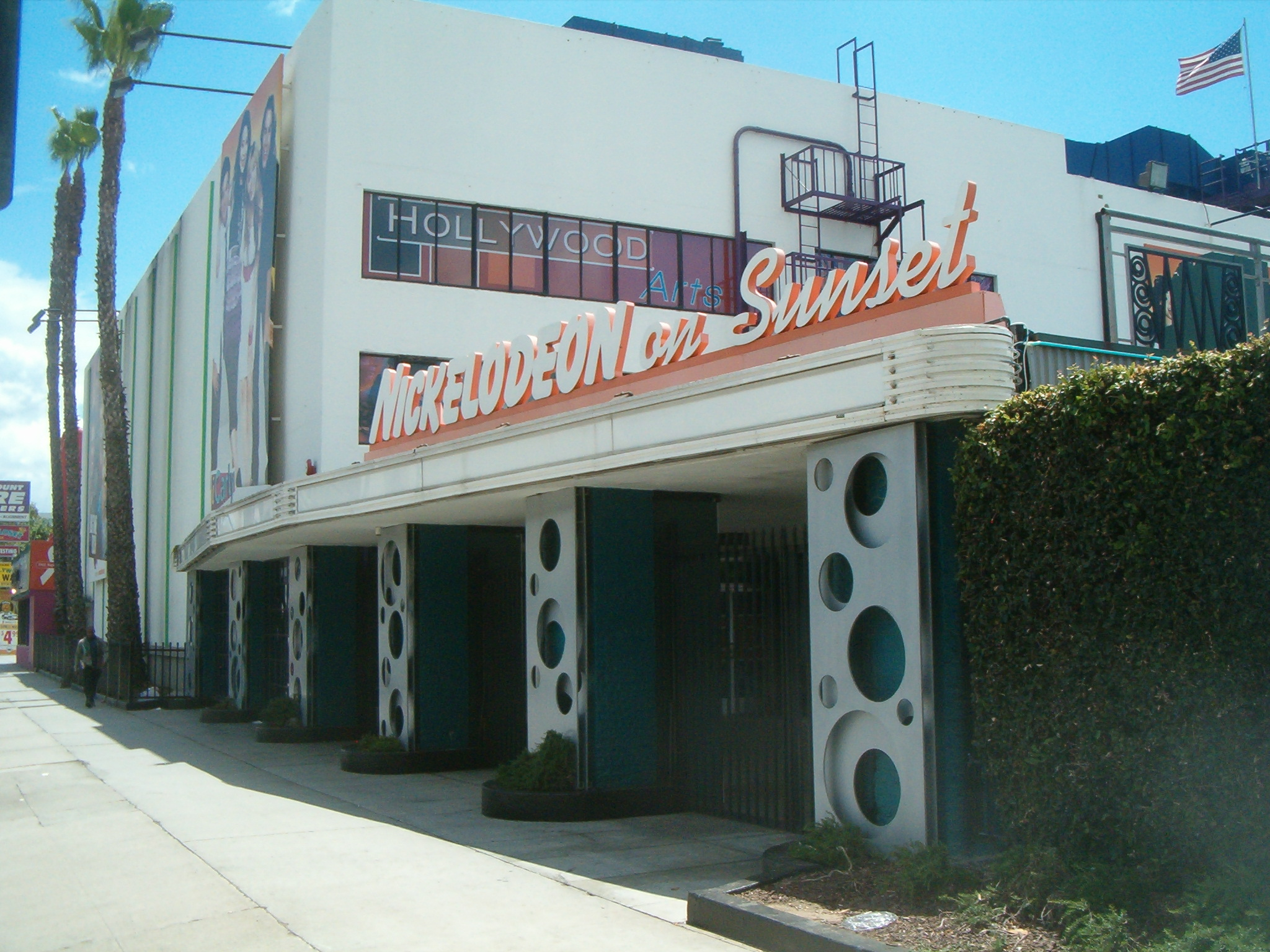
Die Nickelodeon Studios am Sunset Boulevard 6230

Beim Übergang von WeHo nach Beverly Hills verändert sich der Charakter der Straße schlagartig. Statt von riesigen Werbeschildern, Banken, Motels und Geschäften, wird der Sunset Blvd. plötzlich von gepflegten Rasenflächen, blühenden Büschen und stattlichen Bäumen begleitet. Die Anwesen wohlhabender Bürger grenzen direkt an die Straße und geben dem Boulevard das Gepräge, als führe er durch eine Parklandschaft. Hier liegt auch das als „Pink Palace“ bekannte Beverly Hills Hotel (Nr. 9641), das sich im Besitz von Hassanal Bolkiah, des Sultans von Brunei, befindet und als eines der besten Hotels der Welt gilt. Der exzentrische Millionär Howard Hughes lebte einige Zeit völlig zurückgezogen in einem der Bungalows des Hotels. Marilyn Monroe war hier genauso zu Gast wie Präsident John F. Kennedy oder die Beatles. Elizabeth Taylor verbrachte mit sechs ihrer acht Männer die Flitterwochen im Beverly Hills Hotel.
Ein paar Meilen weiter westlich begrenzt der Sunset Boulevard im Stadtteil Westwood von Los Angeles das ausgedehnte Gelände der University of California (UCLA).
Einige Filmstudios, wie die FOX-Studios, die Nickelodeon Studios und jene des TV-Senders KTLA (früher ein Gelände des Warner Bros. Studio), liegen am Sunset Boulevard. Von 1975 bis 1981 war Neil Bogarts Schallplattenfirma Casablanca Records hier beheimatet.